# Combat de Neaux
 (mai 2012).
Si vous disposez d'ouvrages ou d'articles de référence ou si vous connaissez des sites web de qualité traitant du thème abordé ici, merci de compléter l'article en donnant les références utiles à sa vérifiabilité et en les liant à la section « Notes et références ».
Seconde Guerre mondiale
Libération de la France
Le combat de Neaux est une escarmouche ayant opposé des résistants français et une colonne allemande en cours de repli sur le territoire de la commune de Neaux dans la Loire, le 18 août 1944.

## Contexte
Dans le cadre général, le débarquement de Normandie est un succès. De plus, l'opération Anvil Dragoon vient de débuter, et les Alliés entament une rapide remontée le long du sillon rhodanien. Les forces allemandes se replient. Un convoi évacue des techniciens allemands de l'arsenal et de l'usine France-Rayonne quitte Roanne le 18 août 1944 et emprunte la RN7. Un groupe de maquisards, arrivé de Saint-Germain-Laval, les attend à Neaux afin de détruire ce convoi.
Pendant ce temps, une colonne allemande de la troisième section de Marine[réf. nécessaire] qui se rendait à Fontainebleau arrive de Lyon par Saint-Symphorien-de-Lay. Elle est forte de 160 hommes en armes, elle comprend 80 véhicules dont deux automitrailleuses et deux canons antiaériens (des 2 cm Flak 30[réf. nécessaire]),.

## Le combat
Les Français sont surpris, puisqu'ils attendent une colonne montante, et se trouvent pris à revers par la colonne descendante. Avec le soleil mal orienté, ils sont repérés par les troupes allemandes. Le combat s'engage, et les maquisards subissent de lourdes pertes malgré un combat acharné de plus de deux heures. Les Allemands restent maîtres du terrain et engagent la poursuite et font également des dégâts dans les alentours.

## Les pertes

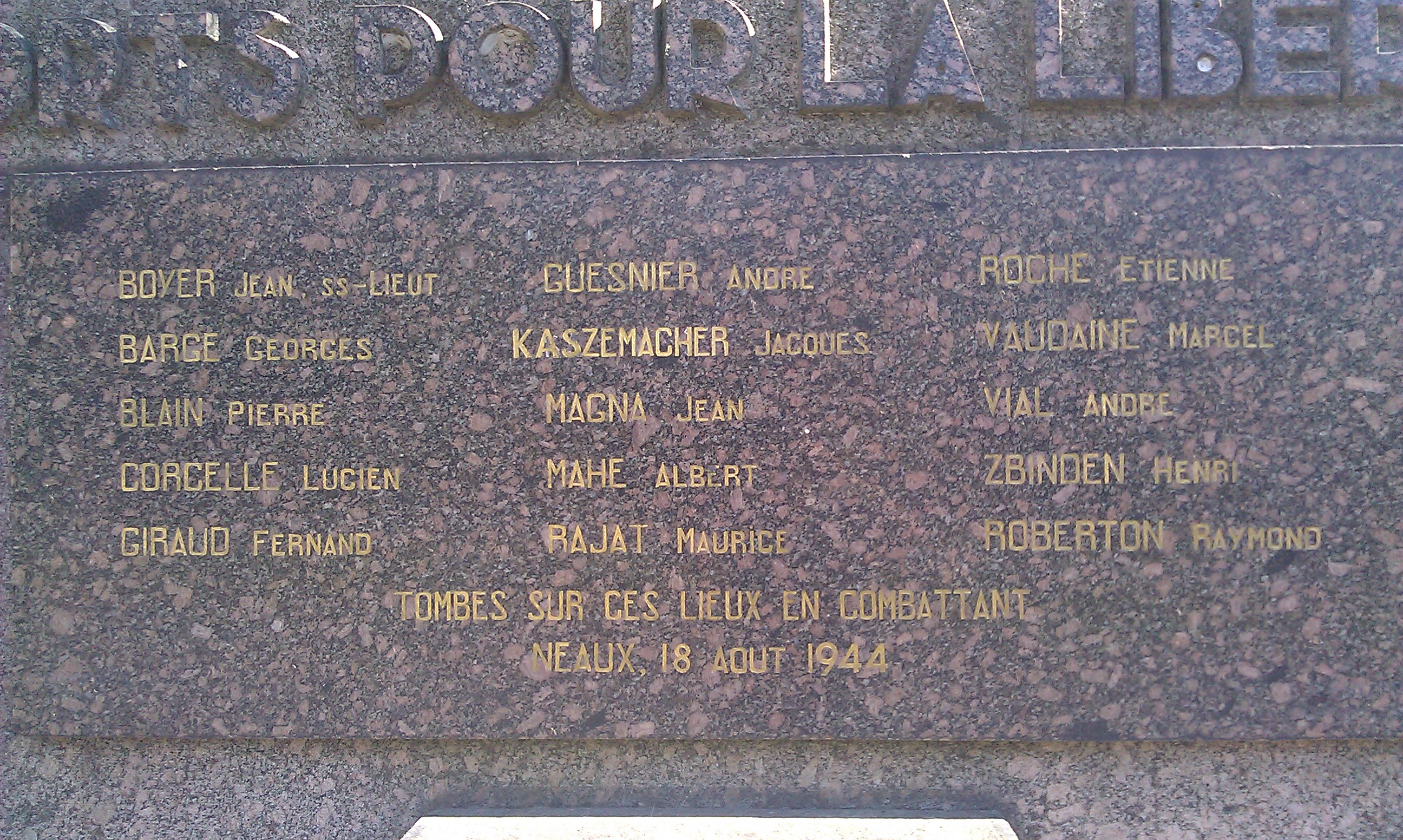
Stèle sur le monument commémoratif, listant les pertes du maquis.

Les morts du maquis : Boyer Jean (Chef de groupe, sous-lieutenant), Barges Georges, Blin Pierre, Corcelle Lucien, Giraud Fernand, Guesnier André, Kaszemacher Jacques, Magnat Jean, Mahé Albert, Rajat Maurice, Roche Étienne, Roberton Raymond, Vaudaine Marcel, Vial André, Zbinden Henri.
On dénombre également quatre tués civils : un habitant qui logeait près du lieu de l'embuscade, et quelques heures plus tard trois cyclistes pris en chasse par l'une des automitrailleuses.
Une partie des corps se trouve inhumée au cimetière municipal de Perreux.

## Commémoration
Le combat est commémoré tous les ans par un dépôt de gerbes des associations locales d'anciens combattants sur la stèle en bordure de RN7, peu avant l'entrée de Neaux.